# Steptoe
Pour les articles homonymes, voir Steptoe (homonymie).
Steptoe est une census-designated place située dans le comté de Whitman dans l'État de Washington, aux États-Unis. Elle comptait 157 habitants au recensement de 2010.
L'endroit porte le nom de Steptoe en hommage à Edward Steptoe, officier de la United States Army, défait lors de la bataille de Pine Creek en 1858. 

## Démographie
| Groupe            | Steptoe | Washington | États-Unis |
| ----------------- | ------- | ---------- | ---------- |
| Blancs            | 95,6    | 77,3       | 72,4       |
| Métis             | 2,2     | 4,7        | 2,9        |
| Amérindiens       | 1,1     | 1,5        | 0,9        |
| Afro-Américains   | 0,6     | 3,6        | 12,6       |
| Autres            | 0,5     | 12,6       | 11,2       |
| Total             | 100     | 100        | 100        |
|                   |         |            |            |
| Latino-Américains | 0       | 11,2       | 16,7       |

Selon l'American Community Survey, pour la période 2011-2015, 96,05 % de la population âgée de plus de 5 ans déclare parler anglais à la maison, alors que 3,34 % déclare parler l'espagnol et 0,61 % le français.